# 뉴욕 코스모스
뉴욕 코스모스(New York Cosmos)는 2010년 창단하여 새로 창설된 북미 사커 리그에 (과거 70년대 존재했던 북미 축구 리그와 똑같은 명칭 사용) 소속된 미국의 프로 축구단이다.
과거 북미 사커 리그의 대표 명문 구단이었던 뉴욕 코스모스의 재건을 위해 2010년 8월 과거 레전드 축구황제 펠레가 명예 회장이 되어 창단을 주도하였고 2011년 에리크 캉토나가 단장직에 취임하면서 현 미국 프로축구 최상위 리그 메이저 리그 사커에 진출하기 위한 활발한 활동을 하고 있다.

## 역대 홈 경기장
| 경기장                   | 사용기간    | 장소              | 비고 |
| ------------------------ | ----------- | ----------------- | ---- |
| 제임스 M 슈어트 스타디움 | 2013년~2016 | 뉴욕주 헴프스테드 |      |
| MCU 파크                 | 2017년~현재 | 뉴욕 브루클린     |      |
| 뉴욕 코스모스 스타디움   | 미래        | 뉴욕주 엘먼트     |      |

## 역대 우승기록
- 북미 사커 리그 (3): 2013, 2015, 2016

## 역대 감독
| 감독                | 임기      |
| ------------------- | --------- |
| 헤네스 바이스바일러 | 1980~1981 |
| 지오반니 사바레제   | 2013~2017 |

## 같이 보기
- 뉴욕 시티 FC (현재 메이저 리그 사커 소속된 팀이다.)
- 뉴욕 레드불스 (현재 메이저 리그 사커 소속된 팀이다.)
- 뉴욕 레드불스 II (현재 유나이티드 사커 리그 소속된 팀이다.)